# Мониторы типа «Неошо»
Мониторы типа «Неошо» (англ.  Neosho-class) — два речных монитора, приводимых в движение гребными колёсами, построенные для флота США во время Гражданской войны в Америке. Первые мониторы, построенные инженером Джеймсом Идсом для действий на реке Миссисипи. Принимали участие во многих кампаниях; «Осаги» участвовал в боях под Мобилом, где и погиб, подорвавшись на мине. «Неошо» списан в 1873 году.

## История
Во время Гражданской войны в США, река Миссисипи имела особое значение для обеих сторон. Для южан, это была жизненно важная транспортная артерия, по которой осуществлялась значительная доля всех их коммуникаций. Контроль над Миссисипи имел для Конфедерации критическое значение; в случае утери контроля над рекой и её многочисленными притоками, слабая дорожная сеть Конфедерации не сумела бы компенсировать возникший дефицит транспорта.
Отлично понимая значение Миссисипи, северяне в самом начале войны организовали кампанию по установлению контроля над рекой совместными действиями военно-морских сил под командованием адмирала Фаррагута, поднимавшихся вверх по реке от захваченного северянами Нового Орлеана — и речной эскадры канонерских лодок, созданной северянами в верховьях реки. Чтобы успешно противостоять защищавшим реку пушкам южан, северяне в 1862 построили значительное количество речных броненосных канонерок, защищенных железной броней. Эти корабли сыграли большую роль в успешном продвижении северян по Миссисипи.
Опыт боевых действий, однако, показал, что канонерские лодки, с артиллерией, установленной в бронированном каземате, не являются оптимальным типом кораблей для действий на реках. Главным их недостатком была слабая броневая защита; крупный каземат при небольшом водоизмещении вынуждал ограничиться лишь минимальной толщины бронированием, способным выдержать попадания снарядов полевой артиллерии, но не тяжелых морских орудий. Кроме того, наводить орудия через узкие порты каземата было весьма затруднительно.
Успешный опыт «Монитора» в битве на Хэмптонском рейде подтолкнул адмиралов воплотить ту же концепцию — низкобортного, сильно защищенного корабля с артиллерией в небольшой вращающейся башне — и для речных судов, действующих на Миссисипи. Установка артиллерии в вращающейся башне позволяла свободно наводить орудия в любом направлении, а низкий борт и небольшие размеры башни — позволяли существенно усилить броневую защиту. Контракт на постройку двух опытных кораблей получил богатый промышленник и изобретатель Джеймс Идс. Оба корабля строились на заводе «Юнион Айрон Уорк» в Керонделите, штат Миссури.

## Конструкция
Мониторы серии «Неошо» были разработаны в короткие сроки на базе предшествующих броненосных канонерок серии «Сити», и во многом напоминали своих предшественников. Эти мониторы были плоскодонными, с осадкой не более 1,4 метра (первоначальный контракт предполагал осадку не более 1,1 метра, но это оказалось недостижимым). Чтобы при столь малой осадке разместить механизмы, Идс сделал их палубу выпуклой в центре, подобно панцирю черепахи. Единственная башня находилась в носовой части корабля; позади неё располагалась небольшая небронированная надстройка.
Так как винтовой движитель при столь малой осадке был бы неэффективен, мониторы серии «Неошо» приводились в действие кормовым гребным колесом. Хотя это и увеличивало уязвимость их движителя, это же делало их способными легко преодолевать отмели и препятствия, без риска завязнуть лопастями в грунте. Гребное колесо было помещено в бронированном каземате на корме; стенки каземата были скошены для повышения снарядостойкости.

### Вооружение
Вооружение мониторов серии «Неошо» размещалось в единственной вращающейся орудийной башне в носу. Оно состояло из двух 279-миллиметровых гладкоствольных орудий Дальгрена. Каждая пушка весила 7,3 тонны; она стреляла 136-килограммовым снарядом на дистанцию до 3500 метров. На момент постройки мониторов, это были самые мощные орудия, когда-либо установленные на речном корабле.
Сектор обстрела орудийной башни составлял порядка 300 градусов; часть обстрела на корму блокировалась бронированным казематом гребного колеса. Тем не менее, в ситуации ведения боев на реке, необходимость в ретирадном огне была невелика (в крайнем случае, монитор просто мог двигаться кормой вперед, наведя башню на преследователя) и отсутствие её более чем компенсировалось возможностью свободного маневра огнём.

### Бронирование
Бронирование мониторов было изготовлено из отдельных слоев кованых железных плит; хотя такая слоистая защита уступала сплошным плитам эквивалентной толщины по прочности, изготовить её было значительно легче и дешевле. Борта и каземат гребного колеса были прикрыты двумя слоями плит общей толщиной 64 миллиметра на толстой деревянной подкладке; выпуклая палуба защищалась одним слоем 38 миллиметровых плит. Башенная установка защищалась шестью слоями плит, общей толщиной 150 миллиметров.
В целом, бронирование мониторов полностью соответствовало тем условиям, в которых им приходилось воевать; оно давало полную защиту от огня полевой артиллерии и гаубиц, и — вместе с низким силуэтом — защищало жизненно важные части корабля от снарядов тяжелых орудий.

### Силовая установка
Одна горизонтальная паровая машина, расположенная в кормовой части, приводила в движение гребное колесо монитора. Пар давали четыре котла. Развиваемой мощности в 400 лошадиных сил, хватало для достижения максимальной скорости в 10 узлов, благодаря малой осадке и небольшому гидродинамическому сопротивлению колесного движителя.

## Служба
Спущенный на воду в феврале 1863 года (ровно за месяц до своего систершипа), «Неошо» был принят флотом 13 мая 1863 года. Северяне собирались использовать корабль для осады Виксбурга, но город пал за месяц до того, как монитор прибыл на театр. Большую часть карьеры, монитор провел на реке Миссисипи и её притоках, защищая транспорты северян от действий южан, продолжавших беспокоить северян периодическими рейдами и обстрелами с замаскированных батарей. 8 декабря 1863 года, когда подвижная береговая батарея конфедератов совершила несколько нападений на транспортные пароходы северян под Виксбургом, «Неошо» возглавил эскадру боевых кораблей, принудивших батарею к молчанию.
С марта по май 1864, «Неошо» принимал участие в неудачной кампании адмирала Портера по установлению контроля над Красной Рекой. В ходе этой кампании, неожиданное падение уровня реки привело к тому, что монитор почти на полгода застрял в Александрии, штат Луизиана, не в силах преодолеть отмели. Чтобы высвободить его и другие корабли, северянам пришлось построить несколько дамб, и только когда уровень воды приподняли таким образом, «Неошо» сумел уйти. В декабре 1864 года, «Неошо» участвовал в подавлении береговых батарей южан на реке Камберленд; хотя монитор получил более сотни попаданий, он не был значимо поврежден, и успешно выполнил свою задачу.
Вступивший в строй в июле 1863, «Осаге» также принимал участие в патрулировании Миссисипи, и позднее — в действиях на Красной Реке. 15 марта 1864, одно только появление «Осаге» заставило Александрию в штате Луизиана сдаться без единого выстрела. Он отличился в бою 12 апреля за Блэйр Лэндинг, в штате Луизиана; переправлявшиеся через реку войска северян были атакованы превосходящими силами южной кавалерии, но благодаря умелому использованию местности и поддержке флота, северяне разгромили противника. Однако в конце мая, уже после завершения кампании, монитор сел на мель, и несмотря на все усилия, долго не мог быть снят. Уровень воды в реке летом упал, и не поддерживаемые водой, оконечности «Осаге» начали проседать; что привело к деформации конструкций. С большим трудом, корабль был снят с мели осенью и отбуксирован для ремонта в Маунд-Сити.
Вернувшись в состав флота, «Осаге» был переведен с речной на прибрежную службу. Он был включен в состав Блокадной эскадры Западного залива, для действий против порта Мобил. Корабль принимал участие в боях за Испанский Форт на подступах к городу, поддерживая своим огнём наступающих северян; однако, 29 мая 1865 года он подорвался на мине, не замеченной отрядами разминирования, и затонул; при этом погибли два матроса и ещё несколько получили ранения. Корабль был поднят, но в состав флота не возвращен и в 1867 году был продан на лом.
Оставшийся «Неошо» был выведен в резерв в 1865 году. В отличие от многих других речных мониторов, флот сохранял его длительное время. В 1869 году, он был переименован в «Чародейку», а вскоре после этого — в «Оцеолу». Он был списан на лом в 1873 году.